# Dieppe
Dieppe ou, na sua forma portuguesa, Diepa é uma comuna francesa na região administrativa da Normandia, no departamento do Sena Marítimo. Estende-se por uma área de 11,67 km². Em 2010 a comuna tinha 29 039 habitantes (densidade: 2 488,3 hab./km²).076 hab/km².

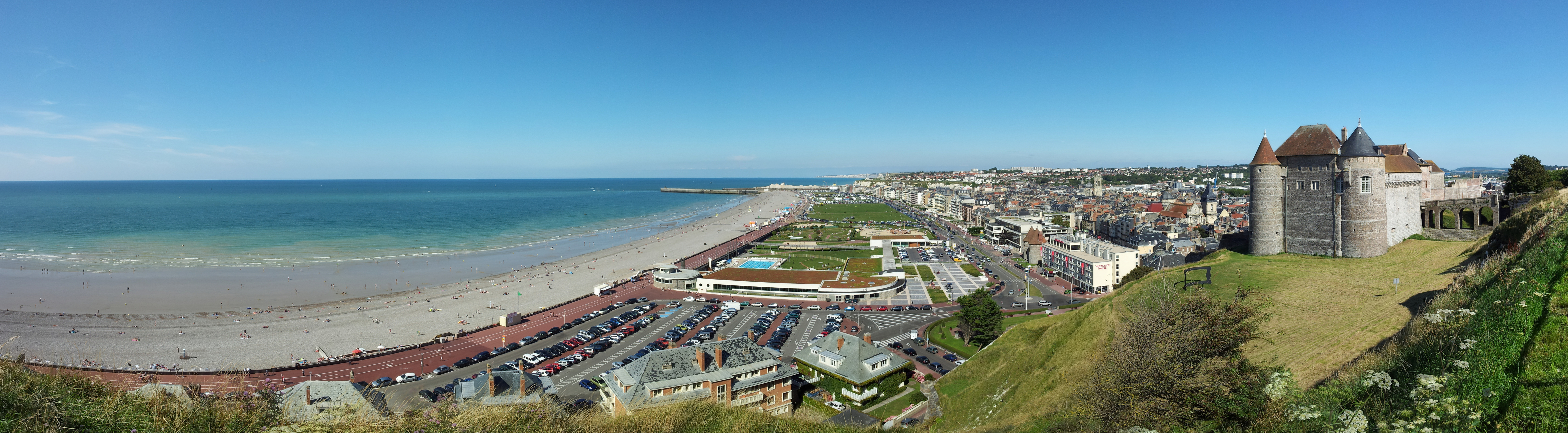
Dieppe

## Personalidades
- Louis de Broglie (1892-1987), Prémio Nobel de Física de 1929